# Huisstijlen in het openbaar vervoer van Zwitserland
De huisstijlen in het openbaar vervoer geven vooral weer de uitvoering van grafische vormgeving die openbaarvervoerbedrijven gebruiken om zichzelf herkenbaar en onderscheidend te maken naar het publiek. Dit artikel geeft een overzicht van die huisstijlen in Zwitserland.

## Overzicht huisstijlen
| Kleur(en)                     | Informatie                                                                                    | Afbeelding         |
| Auto AG Group                 | Auto AG Group                                                                                 | Auto AG Group      |
| ----------------------------- | --------------------------------------------------------------------------------------------- | ------------------ |
|                               | Volledig grijze bus                                                                           |                    |
| AAGL                          |                                                                                               |                    |
|                               | Gele basis met donkergrijze schortplaten en een rode lijn boven de schortplaten rondom de bus |                    |
| AWA                           |                                                                                               |                    |
|                               | Grijze basis                                                                                  |                    |
| BLT                           |                                                                                               |                    |
|                               | Gele basis met een rode lijn rondom de tram                                                   |                    |
| BVB                           |                                                                                               |                    |
|                               | Groene basis met een wite lijn rondom de bus en/of tram                                       |                    |
|                               |                                                                                               |                    |
| Bernmobil                     |                                                                                               |                    |
|                               | Rode basis met een donkergrijze streep rondom de bus en/of tram                               |                    |
|                               |                                                                                               |                    |
| Postauto                      |                                                                                               |                    |
|                               | Gele bus met een rode streep onder de ramen rondom de bus en een witte dak                    |                    |
| Stadtbus Winterthur           |                                                                                               |                    |
|                               | Witte basis met rode schortplaten en kop                                                      |                    |
| TN                            |                                                                                               |                    |
|                               | Witte basis met gele schortplaten en groene lijnen boven en onder de ramen rondom de bus.     |                    |
|                               |                                                                                               |                    |
| TPG                           |                                                                                               |                    |
|                               | Witte basis en donkerblauwe schortplaten                                                      |                    |
| TRN                           |                                                                                               |                    |
|                               | Witte basis met rode schortplaten en een dunne groene streep rondom de bus                    |                    |
| VBD                           |                                                                                               |                    |
|                               | Witte basis met gele schortplaten en een donkergrijze lijn rondom de bus                      | Afbeelding gewenst |
|                               | Witte basis met gele schortplaten                                                             | Afbeelding gewenst |
| Verkehrsbetriebe Biel         |                                                                                               |                    |
|                               | Blauw basis met rode schortplaten                                                             |                    |
| Verkehrsbetriebe Luzern       |                                                                                               |                    |
|                               | Witte basis met blauwe schortplaten                                                           |                    |
| Verkehrsbetriebe Schaffhausen |                                                                                               |                    |
|                               | Witte basis met gele schortplaten en een donkergrijze lijn rondom de bus                      |                    |
| Zugerland Verkehrsbetriebe    |                                                                                               |                    |
|                               | Witte basis met donkerblauwe schortplaten en een blauwe lijn rondom de bus                    |                    |